# 総描
総描（そうびょう、英: generalization）とは、地図の編集・製図において、地物の形状を誇張・省略して表現する方法のこと。総合描示とも。総描は、地図を通した作成者と利用者のコミュニケーションにおいて、作成者が地図の伝達効果を高めるために実行する操作である。地図の質は総描の出来具合により決定されるといっても過言ではない。

## 定義
広義には、空間的な実体を地図表現する場合に、対象の形態・性質について、縮尺と作成目的に合わせて以下の操作を行う方法・過程を総称したものである。
- (1) 取捨選択。
- (2) 簡略化または誇張。
- (3) 総括ないし概念置換。例えば、家屋の集団を「村落」、樹木の集団を「森林」に置き換えるなど。

総描の目的は過剰な情報を整理・調和させ、明瞭に判読・理解し得る成果を作ることであり、すべての空間情報の表現及び地図は総描されたものといえる。これは総描のもともとの意味である「generalization」が哲学における帰納法であることと深く関連している。
一方で狭義には、ある縮尺の地図を基図とし、より小縮尺の地図を作成する場合に用いられ、縮尺上の制限や利用目的からみた必要度に応じて、地図上の細かいもの・密集したものなどを取捨選択し簡略化して表現する方法を指す。例えば、地形図の表現において、そのまま縮尺に合わせて縮小すると混み入りすぎて分かりにくくなる場合（複雑に入り組んだ地形・屈曲の多い山路・密集した市街地の建物など）、その特徴・形態を損なわないよう配慮しながら、全体を大づかみに捉えて分かりやすく表現することである。
コンピュータ処理で自動的に行う総描は、自動総描（英: automated generalization）と呼ばれる。自動総描を行うソフトウェアの機能は、単一の地図データベースから自由に縮尺・表現内容を選定して地図を出力できることを目指している。

## 総描技法

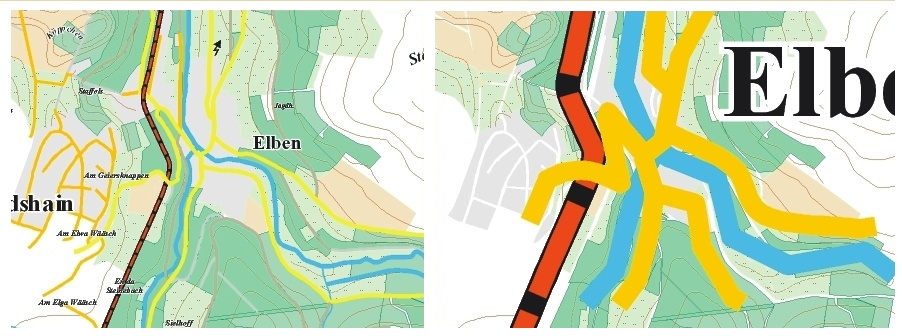
総描の例

ここでは、白山 (2003)による分類を示すが、実際はこれらの技法の組み合わせとなる。
Elimination
視覚的に識別が難しいオブジェクト（短い道路、小さな町など）を削除すること。ある敷居値を決めることによって、敷居値よりも小さなオブジェクトを表示対象としないというルールによって実現できる。
Simplification
厳密に表現されている建物や道路などを、本質的な形を壊すことなく簡略化すること。建物・道路・池などがベクトルデータとして表されている場合、ノード点を間引き、平滑化処理を加えることによって実現できる。
Aggregation
性質の似た近傍のオブジェクトを纏めて表現すること。オブジェクト毎の敷居値を設定し、あるオブジェクトに対し似たオブジェクトを重心からの距離で探し、見つかれば纏めるというルールを用いれば実現できる。ただし、纏めた後のオブジェクトの位置や形状の決め方は難しい。
Collapse
オブジェクトの大きさなど付加的な情報を削除し、一つのオブジェクトを表す複数の情報を纏めること。建物に関しては、重心の座標を残し、最小の大きさで表現すればよいが、このルールを道路に適用すると重なりが生じることがある。また、オブジェクト群の与える印象がオリジナルの地図と大きく異なる場合もあり、別種の総描手法を併用する必要がある。
Typification
地図全体をみたときに、同一オブジェクトが密になっている部分を簡素化すること。二つの同一オブジェクトを一つに纏め、その重心に一つのオブジェクトを表示するといったルールによって実現できる。全体的なバランスを考えて、他の総描手法が併用される場合も多い。
Exaggeration
実際よりも大きくする、太線にするなどオブジェクトを強調すること。例えば、二つの地域を挟む道路を強調するとか、池を強調するというように、どの情報を強調するかは利用者の目的に依存する。
Classification and Symbolization
オブジェクトをグループ化すること。グループ化のためのルールは利用者によって与えられることが多い。
Conflict Resolution
オブジェクトの重なりなどが生じた場合、再配置等によって修正すること。ベクトル地図であれば、オブジェクト同士の重なりを調べることは難しくない。再配置の方法としては、電荷モデルなどが考えられるが、どの領域に対して重なりを修正するかが問題である。
Refinement
実際の地形や建物の配置に近づけるように建物の位置を補正する、あるいは折れ線で表現された川などを滑らかにすること。

## 地形図編集における総描
2万5千分の1地形図から5万分の1地形図を編纂する際、基図上の対象物をそのまま機械的に縮小すると込み入りすぎて判読しにくくなる。そこで行われる一般的な総描工程を以下に示す。
取捨選択・省略
編纂される地域全体の特徴を把握し、細部をどのように取捨選択するか判断する。地形図の図式に則り、重要度の高いものから表現し、比較的重要度の低いものは省略される。ただし、採用基準に満たないものであっても、地域における重要度・分布などを考慮して、その対象物を選択・表現する。
現状の特徴と現況の相互関係の保持
景観の特徴を捉えて、適宜カーブを省略し、カーブの始点と終点と等高線との関係を保ちながら表現する。また、水涯線・鉄道・道路・建物記号からなる市街地を含む範囲の縮尺が縮小するにともない、相互関係の特徴を保持しながら、建物は独立建物から総描建物あるいは省略という処理がなされる。道路は道路網の景観を保持しながら二条道路から一条道路への記号化が行われる。日本地図学会 (2021)は、総描・地図編集で最も重要なことの一つは地物の相対的位置関係の保持と表現であるとする。
転位
地図上にすべての地物を真位置で表現することは不可能であることから、やむを得ない場所に限り、関係する地物の重要度に応じて記号を真位置から移動（転位）することが認められている。その累積による最大限は、図上1.2ミリメートルである。地形図編集における転位の順序としては、自然物（水涯線）と人工物（鉄道・道路など）が接するときは、自然物を真位置に表示し、人工物を転位させる。また、有形線（鉄道・道路など）と無形線（等高線・行政界）の場合は、有形線を優先し、無形線を転位させる。
なお、陸軍陸地測量部（国土地理院の前身）は『地形図図式詳解』（1935年改訂）という冊子において、細部の取捨選択や、図式を工夫して適用すること、自然な家屋の集合体を現況に合わせて描くことを、当時から強調していた。特に総描家屋のような外周の凹凸については、戦闘など非常時を想定して、「現地でどのように見えるのか」を重視していた。

## 製作・研究・利用
総描は、地域全体の特徴を正確に把握し、その上で細部をどのように取捨選択すべきかの適切な判断を迫られる作業であり、これに従事する人材には高度な地理的素養が求められている。実際、スイスの地図学者エドゥアルト・イムホフは著書『Cartographic Relief Presentation』（1965・1982年）において「基図における地形・地物のイメージを編集される地図の利用目的、縮尺、縮尺変更による図的限界をふまえながら反映させるのが理想的な総描である」と述べている。ひとつひとつの判断がその他の編集作業や出来上がる地図のイメージを踏まえる必要があり、伝統的なマニュアルによる地図作成作業では熟練したカルトグラファーでなければ編集・総描作業はできないといわれている。
今尾 (2015)は、日本において優れた地図表現への試行錯誤は戦前から続けられてきたが、デジタル時代になって、精密・正確な地形データが簡単に入手できることから、例えば小縮尺の長崎県などでは海岸線が錯雑を極めている問題を指摘している。その上で、中・小縮尺分野における地形図表現の実際は、欧州の優れた技術に学ぶところはまだ多いと述べる。
塚田 (1994)は、河川の単純化・平滑化についての総描を日本とアメリカとで比較した。これによれば、日本の方が単純化の度合いが大きく、度合いの幅にもばらつきがあることが示された。塚田は、主観的判断を必要とする従来の地図編集・総描の判断基準の客観化の必要性を再確認している。
国際地図学協会（ICA）のコミッションの一つである地図総描作業部会は、総描の概念と実践について研究している。日本地図学会 (2021)によれば、毎年行われるワークショップには様々な角度からの研究発表があるという。一つのデータベースから複数の縮尺の地図作成、自動総描のためのインターフェース作り、知識ベースシステムのためのルール獲得などの従来の地図総描の基本的な目的・地図製作のための課題に加えて、地理的表現・データベース作成時における総描やセマンティクス（意味論、semantics）の概念を取り入れたデータベース作成も話題である。
福安ほか (2019)は、略地図の生成に関して、重要度の低い道路を間引いて、必要な道路だけを描画する道路総描と地図オブジェクトの簡略化が必要であるとして、重要度の高いストロークを選択的に描画する道路総描システムの開発・研究を行っている。
なお、地形図の総描により、地図に描かれた道は「曲がっていることを伝える」ために描かれており、「どのように曲がっているか」までは描ききれていないため、登山など地形図を読図して利用する際は注意が必要である。